# Mar Saba

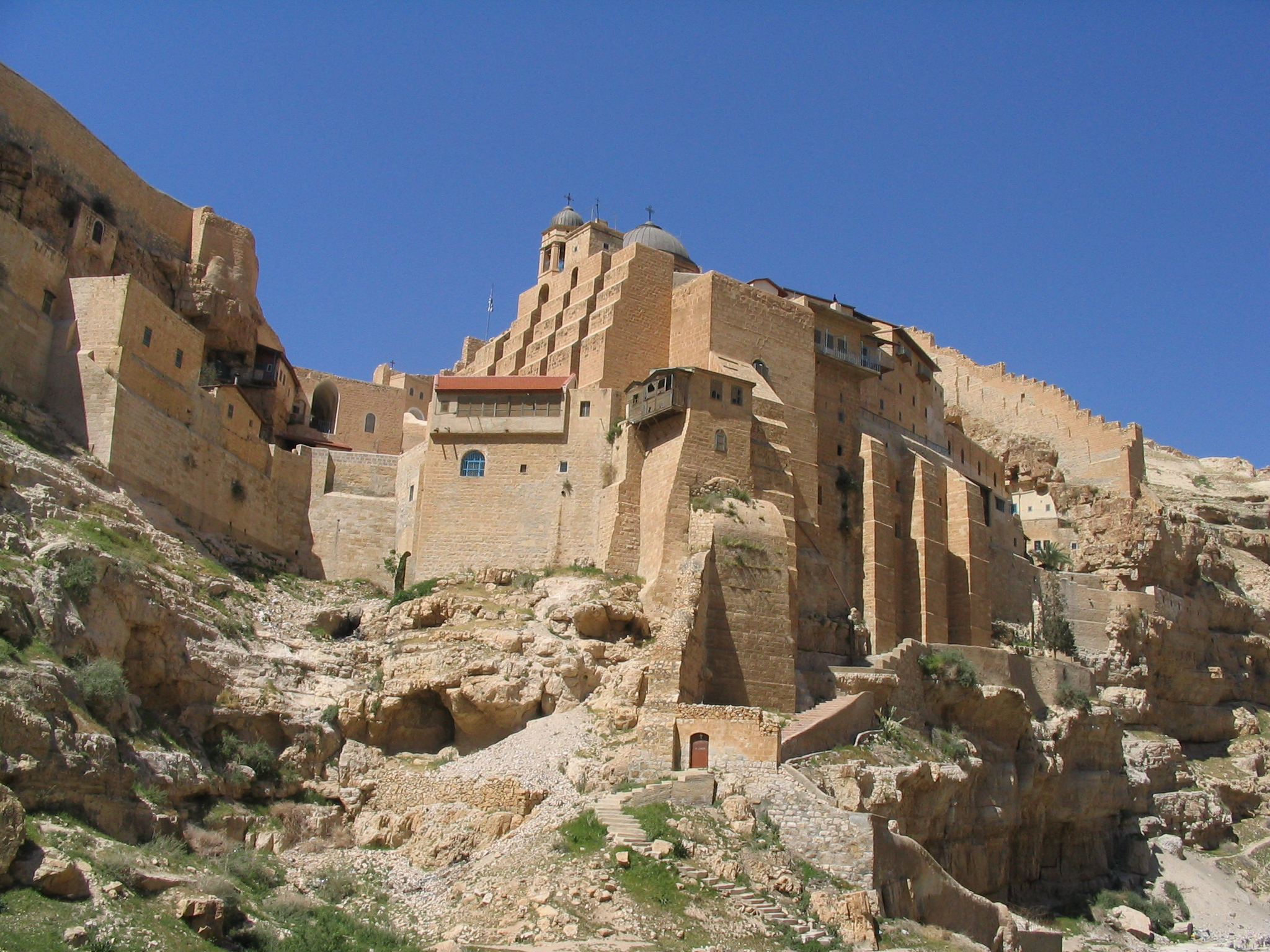
La Laura de Mar Saba

La Gran Laura de Sant Saba (grec: Ἱερὰ Λαύρα τοῦ Ὁσίου Σάββα τοῦ Ἡγιασμένου), també coneguda com a monestir de Mar Saba (arameu: ܕܝܪܐ ܕܡܪܝ ܣܒܐ), és un monestir ortodox sota jurisdicció del Patriarcat de Jerusalem. Està situat a la vall del Cedró, al desert de Cisjordània, a l'est de Betlem. Va ser fundada al segle v per sant Saba de Mutalasca i és considerat un dels monestirs cristians més antics.

## Història

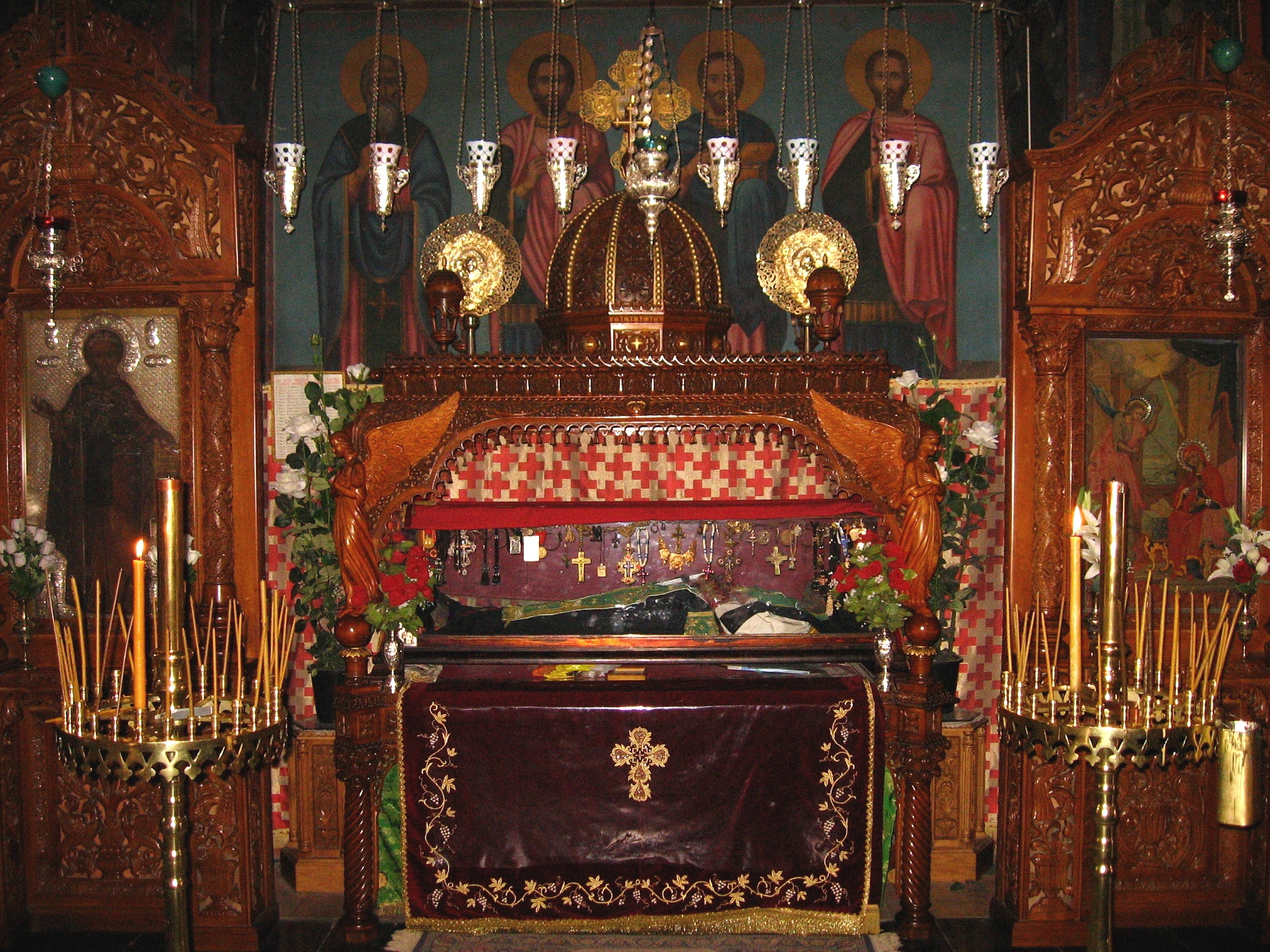
Relíquies de Sant Saba al Katholikon del monestir.

Després d'arribar a l'emplaçament de la futura laura, el 478, sant Saba va viure durant cinc anys en una cova de difícil accés, portant una vida d'anacoreta. Seguint el seu exemple, els que serien els seus deixebles arribaren a la zona, i foren instruïts per Saba, formant ja una comunitat monàstica. La primera fase de la construcció de la laura es realitzà entre el 483 i el 486, incloent un petit espai de pregària, i la comunitat arribà a setanta monjos. Cada un d'ells disposava d'una petita cel·la en una cova. Més tard es construí una torre per assenyalar clarament l'existència de la laura. La comunitat seguí creixent, i es condicionà una cova per a ubicar-hi una església (491), anomenada de la Theoktistos, i un hospici per als pelegrins visitants. El 494, amb l'arribada a la comunitat dels arquitectes Gelasi i Teòdol, s'iniciaren els treballs per a construir els edificis que serien el cor de la laura: un hospital, un forn, i l'església de la Theotokos, consagrada pel patriarca Elies I el 501.
El monestir va tenir un paper rellevant en el desenvolupament històric de la litúrgia ortodoxa i el ritu bizantí, en la qual el típicon del monestir de Sant Saba es va convertir en norma. El típicon va prendre la forma estàndard de serveis que se celebraven al Patriarcat de Jerusalem, i va afegir alguns usos específicament monàstics de les tradicions locals de sant Saba. Des d'allà es va difondre a Constantinoble i, per tant, a tot el món romà d'Orient. Encara que aquest típicon va evolucionar, incorporant variacions del monestir d'Estúdion a Constantinoble, encara és conegut com el Típicon de sant Saba.

## Monjos
Alguns monjos que feren estada a la Laura de Sant Saba foren:
- Joan Damascè
- Antíoc
- Teodor Grapte
- Joan de Sant Saba
- Ciril d'Escitòpolis
- Marc Hieromonac